# Eleocharis carniolica
Eleocharis carniolica är en halvgräsart som beskrevs av Wilhelm Daniel Joseph Koch. Eleocharis carniolica ingår i släktet småsäv, och familjen halvgräs. Inga underarter finns listade i Catalogue of Life.